# 姚焯菲
姚焯菲（英語：Chantel Yiu Cheuk Faye，2006年9月22日—），香港女歌手及演員，無綫電視歌唱選秀節目《聲夢傳奇》第一季亞軍得主，現為無綫電視經理人合約藝員、星夢娛樂旗下廠牌「愛爆音樂」女歌手及旗下女子組合After Class成員之一。2021年10月29日推出首支個人單曲《原來談戀愛是這麼一回事》以個人身份正式出道，以15歲3個月之齡成為最年輕獨唱冠軍歌歌手，及以最年輕新人身份於《香港金曲頒獎典禮 2021/2022》奪得「香港金曲金曲奬」。同年獲得新城電台、商業電台、無綫電視及香港電台所頒發的四台新人獎項。

## 個人經歷

### 個人背景
姚焯菲于香港出生，有一妹，在家中亦飼養了一隻巴西龜，以及一隻狗名為Duffy。父母均任職會計師，父親姚輝文擔任私募基金公司今翊資本的首席財務官及常務董事，並為今翊資本創辦人龔國權所收購的兩間臺灣公司的監察人，包括全球市佔率最大急救甦醒球製造商崇仁科技事業股份有限公司、營運臺灣漢堡王的家城股份有限公司。
姚焯菲曾就讀德望小學暨幼稚園，後升讀宣道國際學校（CAIS），2023年1月赴紐西蘭入讀當地著名貴族學校奧克蘭拔萃女子學校，並於2024年底，以Academic High Distinction優良成績畢業，2025年8月宣佈將入讀美國著名高等學府紐約大學，修讀為期四年的Music Business（音樂商業）課程，其歌唱老師為女歌手李昊嘉。

### 2020年—2021年：參加《聲夢傳奇》出道

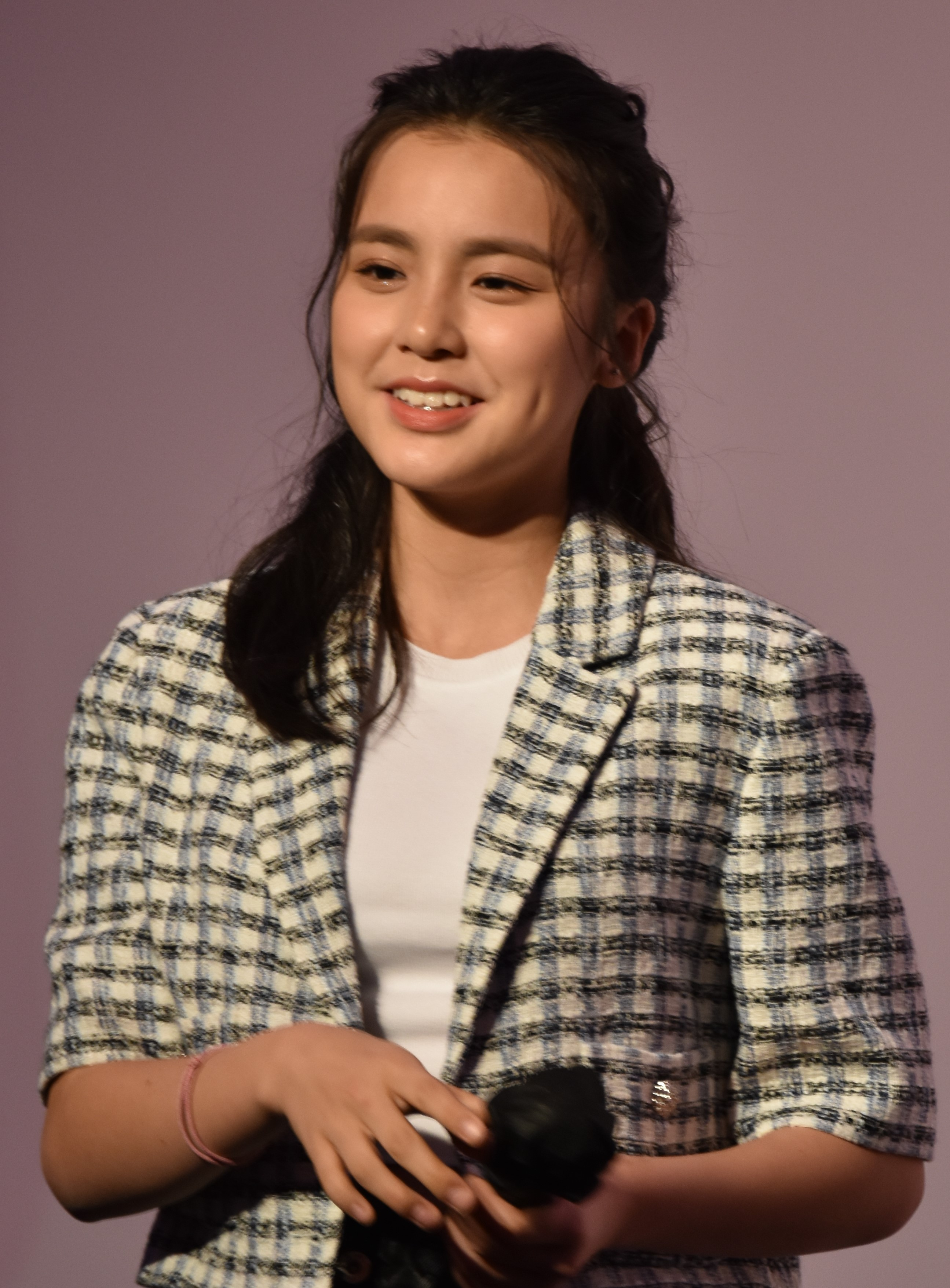
2021年11月23日，姚焯菲出席Fubon GO x 聲夢傳奇《唱出初心》活動

2020年中，姚焯菲報名參加無綫電視歌唱選秀節目《聲夢傳奇》並成功入圍。此前，她從沒參加過歌唱比賽及接受正式歌唱訓練，卻對唱歌十分感興趣。比賽前她和所有《聲夢傳奇》參賽者已簽下無綫電視經理人合約及星夢娛樂歌手合約。2021-07-09參加比賽後與戰友例如炎明熹、鍾柔美、詹天文、潘靜文等成為好友。《聲夢傳奇》節目主理人之一譚詠麟稱許她為「翡翠」，認為她的未來必定大紅大紫；另一主理人李克勤也於節目第11集讚揚她從第1集至今表現進步迅速，導師李幸倪和評判郭偉亮亦大讚她注定在娛樂圈發展；評判張佳添亦預測姚焯菲有望成為陳慧琳接班人。
2021年6月5日，姚焯菲在《聲夢傳奇》第8集中演唱林珊珊的情歌《戀愛預告》，成為其首個代表作，YouTube片段在4日內破百萬點擊，在10日內獲逾200萬點擊率，於25日內獲逾300萬點擊率，累積達570萬點擊率，多次破節目點擊率記錄，並曾佔據YouTube熱搜榜首位長達16天之久。她亦因甜美歌聲獲得林珊珊本人及網民好評，因此獲得「國民初戀」稱號，得到大量粉絲喜愛。同年年底的結算中，該影片成為YouTube 2021年度香港區「十大熱門音樂影片」第六位，姚焯菲是十大音樂影片的主唱者中唯一一位女性歌手及無綫電視旗下歌手。
2021年7月19日，姚焯菲於《聲夢傳奇》總決賽奪得亞軍。8月12至15日，眾導師及15位參賽者於旺角麥花臣場館舉行四場《聲·夢飛行 First Live On Stage》演唱會，是為她所參與之首次公開售票演唱會。
2021年10月29日，姚焯菲推出首支個人單曲《原來談戀愛是這麼一回事》，正式出道。她為星夢娛樂音樂廠牌「愛爆音樂 All About Music」旗下首位推出派台歌曲的歌手。該曲於各大網上音樂串流平台上架後登上多個排行榜，同時MV在YouTube登上熱門#2及熱門音樂影片#3，在8日內破百萬點擊率，年尾已達二百萬點擊率。該曲派台後成為成為勁歌金曲雙週冠軍歌，並於新城勁爆本地榜、中文歌曲龍虎榜、903專業推介分別取得冠、亞、季軍，成為姚焯菲首支雙週冠軍歌及兩台冠軍歌。該曲其後於各大頒獎平台獲頒獎項，包括《第十四屆華語金曲獎》「粵語十大歌曲」、《第七屆VIP音樂榜頒獎禮》「VIP網絡熱選歌曲（金獎）」及《Hong Kong Singer Channel 2021音樂大選》「我們最愛的女歌手歌曲十大」。
2021年11月27日，姚焯菲與炎明熹、鍾柔美、詹天文組成女子組合After Class並推出歌曲《要為今日回憶》。同年12月，無綫電視青春校園歌舞電視劇《青春本我》播出，姚焯菲於劇中飾演中學生「陳婷」，當中暗戀男老師的情節獲讚賞。
在2021年年終主要的音樂頒獎禮中，姚焯菲獲得《新城勁爆頒獎禮2021》的「勁爆新人」，成為新城電台頒獎典禮史上最年輕得獎歌手；在《2021年度叱咤樂壇流行榜頒獎典禮》亦獲頒「叱咤樂壇生力軍女歌手」銅獎。
姚焯菲甫出道便獲得多個廣告拍攝工作，當時在《聲夢傳奇》出身藝人中屬於數量最多，其中2021年代言恒基地產新樓盤The Holborn，是年青偶像型藝人罕見的工作。

### 2022年—2023年：出道初期

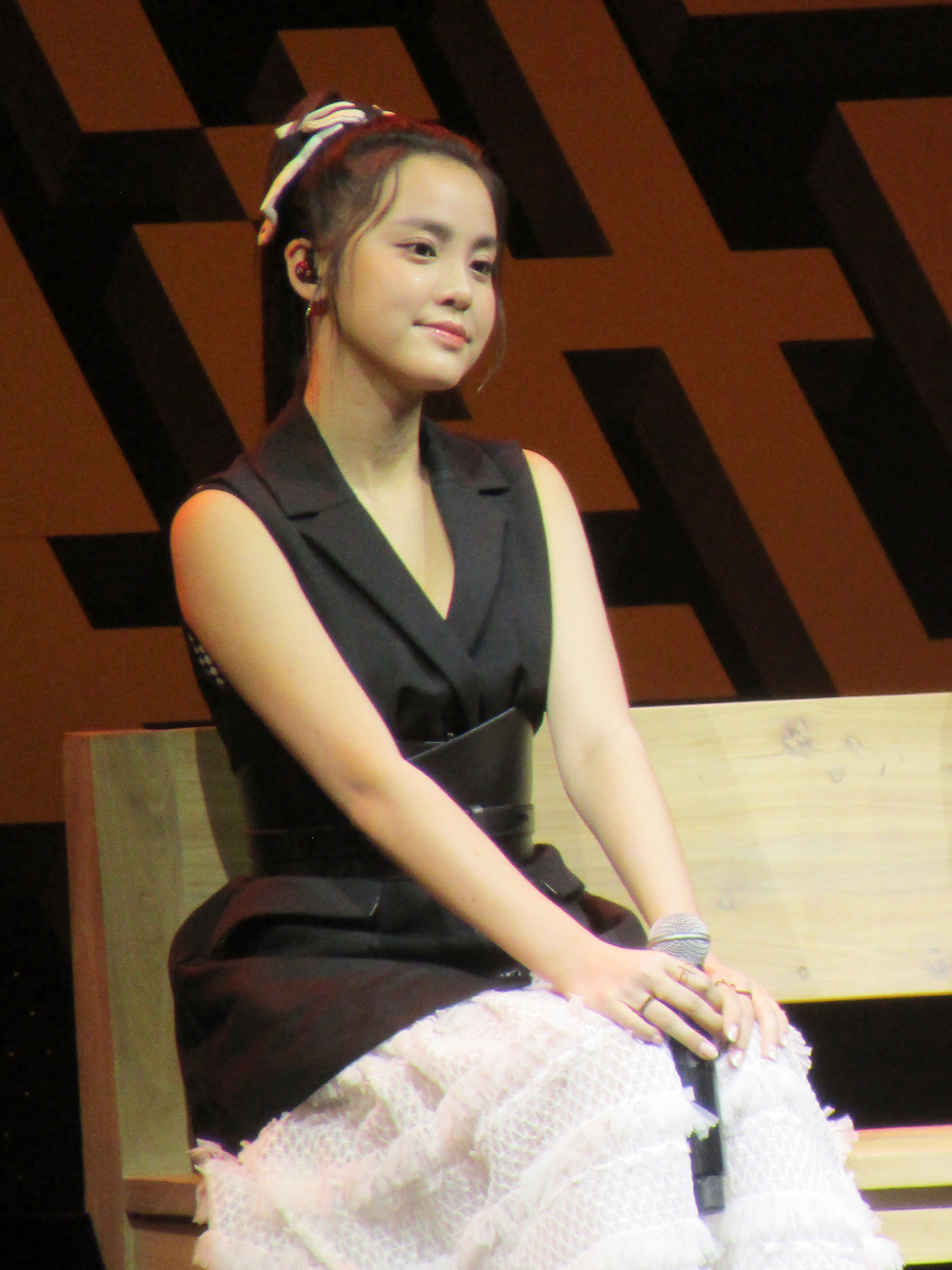
2022年9月9日，姚焯菲出席《叱咤樂壇 Brand New Live 生力軍音樂會》

2022年1月，姚焯菲為無綫電視劇集《青春本我》主唱第六集插曲《靈魂伴侶》，歌曲之YouTube音樂錄影帶於1月16日首播後點擊率達逾200萬。該曲派台後取得兩冠一季的成績。
7月4日，姚焯菲推出第三首個人單曲《#BFF》，她憑此曲於《新城勁爆頒獎典禮2022》奪得「勁爆新媒體歌曲」。7月24日，姚焯菲奪得《香港金曲頒獎典禮 2021/2022》「香港金曲女新人銀獎」，成為最年輕得獎女歌手；同時亦憑《原來談戀愛是這麼一回事》奪得「香港金曲金曲奬」，以新人身份及以第一首派台歌獲獎的歌手，亦是她首次獲得四台金曲獎項。8月，姚焯菲與張馳豪合唱《陽光空氣》。
姚焯菲2022年為中銀香港的理財產品擔任形象大使，同年至翌年初也為該行拍攝多個廣告，包括與鄭裕玲、馬檇鏗等澳門藝人、JNYBeatz合作。是年主要廣告作品還包括與張馳豪合拍香港中華煤氣160週年紀念廣告，並共同翻唱廣告歌《陽光空氣》。

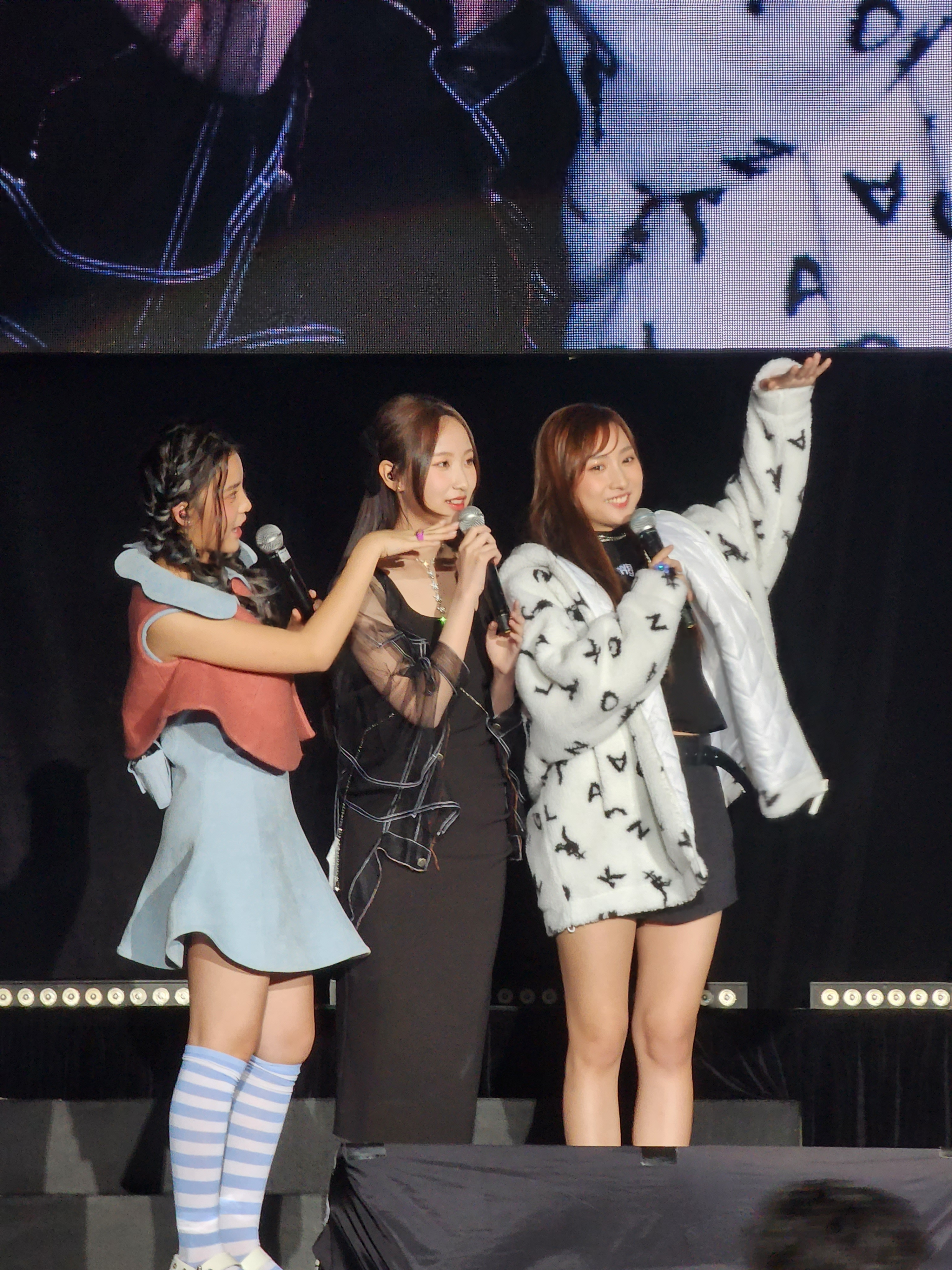
2022年11月26日，姚焯菲於旺角麥花臣場館出席「Chantel x Aska #LOMLive Concert」首場演出，組合After Class隊友詹天文（中）及鍾柔美（右）擔任特別嘉賓

11月26至27日，姚焯菲與張馳豪在麥花臣場館舉行兩場《中銀香港「理財TrendyToo」呈獻：Chantel × Aska #LOMLive CONCERT》演唱會。同年年尾，姚焯菲憑《青春本我》「陳婷」一角首度入圍《萬千星輝頒獎典禮2022》「最受歡迎電視女角色」及「最佳女配角」兩大獎項。姚焯菲亦於《AEG 娛樂人氣王2022》頒獎典禮憑與張馳豪合唱《陽光空氣》奪得「最佳合唱歌」及「人氣歌手」兩獎。
2023年1月，姚焯菲赴紐西蘭升學。4月14日，姚焯菲在復活節期間回港推出第四首個人單曲《小出走》，該曲派台後取得兩冠兩亞的成績。同月與張馳豪合唱無綫電視劇集《川內相親》主題曲《氣泡青瓜》。7月18日，姚焯菲在暑假期間回港推出第五首個人單曲《這個姿態》，與鍾柔美《y2k還襯我麼？》的同為愛爆音樂「SUMMER DAY and NIGHT」系列歌曲。該曲派台後取得一冠兩季的成績。10月4日，姚焯菲推出首本個人相冊《ONe》加首張個人單曲CD single《這個姿態》，於公開發售約一週全數售罄。此個人相冊《ONe》加CD single，於多個銷量榜取得冠軍，包括香港唱片商會2023年第41週唱片銷量榜冠軍。同年年底，姚焯菲於《新城勁爆頒獎典禮2023》憑《這個姿態》蟬聯「勁爆新媒體歌曲」，並首奪「勁爆躍進歌手」獎。姚焯菲雖然已赴紐西蘭升學，但仍獲得客戶邀請擔任代言拍攝廣告，亦有擔任時尚品牌活動的嘉賓，並獲得傳媒關注。

### 2024年至今：高峰時期
2024年1月12日，姚焯菲在學校暑假期間回港推出第六首個人單曲《初心小島》，並於當日於商業電台叱吒樂壇首播，MV於1月16日在Youtube上架，該曲派台後取得一冠一亞一季的成績。4月8日推出第七首個人單曲《Dreamscape》，MV於4月11日在Youtube上架。於4月20日香港唱片店日推出首張個人單曲LP single《原來談戀愛是這麼一回事》，個人單曲LP single於4月26日在香港電台第二台Made in Hong Kong節目中公佈的香港唱片商會2024年第17週唱片銷量榜得到第九名。
7月5日，姚焯菲與香港華納唱片旗下男歌手MC 張天賦跨唱片公司合作推出合唱單曲《誰能避開戀愛這事情》，成為一時熱話，此合唱單曲推出後於各大音樂平台得到高位排名，Apple Music、iTune及QQ音樂（香港地區）熱門歌曲排名第一位；於推出後5天成為YouTube音樂發燒影片排行第一位，並保持連續11天之久，而此歌曲於第二十二屆CASH金帆音樂獎「最佳合唱演繹」進入五強位置。
由姚焯菲主唱的《愛·回家之開心速遞》主題曲《這個家》，於7月8日第2327集正式首播。7月18日姚焯菲、鍾柔美及詹天文合唱歌《CYA》於演唱會前在各大音樂平台推出。7月19至20日，姚焯菲與詹天文及鍾柔美在麥花臣場館舉行兩場由星傳文化娛樂、創科媒體及愛爆音樂主辦《音樂出沒：Let's Play Together 演唱會》。
8月29日姚焯菲於新西蘭留學期間推出2024年第五首派台歌《至少他不似你》，繼出道作《原來談變愛是這麼一回事》後第二首個人派台情歌，派台後取得兩台冠軍歌。 而《至少他不似你》特別推出劇場版MV，並於10月5日在戲院進行首映，逾百名粉絲到場支持。同年年底，姚焯菲於《新城勁爆頒獎典禮2024》奪得「勁爆躍進女歌手金獎」。
2025年1月19日，姚焯菲憑著無綫電視劇集《愛·回家之開心速遞》主題曲《這個家》於《萬千星輝頒獎典禮2024》奪得「最受歡迎電視歌曲」獎項。同月，正式加入《愛·回家之開心速遞》劇組，展開拍攝工作，飾演熊家表妹「高一彤」。而姚焯菲於無綫電視及芒果TV合辦的大型音樂節目《聲生不息·大灣區季》第九期中與容祖兒、薛凱琪及衛蘭合唱鄭欣宜歌曲《女神》，表現受到網民注目，使其社交媒體追蹤人數在節目播出後急增六倍。
2025年2月26日，網民於Facebook發放了一張相片，發現了姚焯菲於新西蘭母校登上頂尖學生榜，取得IB文憑試中Top Scholars榮譽，考生取得此榮譽必須於IB文憑試中考獲40分或以上成績，被傳媒廣泛報導，她亦因此被傳媒稱為學霸。
3月25日，姚焯菲在無綫電視處境劇《愛·回家之開心速遞》飾演的「高一彤」於2519集正式登場。而該集的宣傳片，在無綫官網創下一日逾30萬觀看次數，更在兩個無綫社交網平台於兩日內收穫合共一百萬view，傳媒更將該集的宣傳片與她參加歌唱比賽節目《聲夢傳奇》時獻唱《戀愛預告》的影片相提並論。
4月12日香港唱片店日2025推出第二張個人單曲LP single《New Fantasy》，此唱片於4月18日香港電台第二台Made in Hong Kong節目中公佈的香港唱片商會2025年第16週唱片銷量榜得到第六名。
4月29日爆炸戲棚於記者會中宣布姚焯菲會聯同連詩雅、海兒等藝人主演《三•八》音樂舞台劇，是香港各個電視台藝人難得的合作，成為城中熱話，姚焯菲於舞台劇飾演18歲渴望戀愛的少女「寶貝」。
5月8日新城電台為廣播劇《成長告訴我們的二三事》舉辦記者招待會，宣布姚焯菲聯同張蔓莎、張蔓姿及胡子彤參與該廣播劇演出。姚焯菲於廣播劇中飾演被家庭遺棄，因而抗拒拍拖的少女「Ocean」。
6月13日姚焯菲參演的《三•八》音樂舞台劇正式開演，飾演18歲少女「Bae」。
7月12日，姚焯菲與詹天文及鍾柔美在廣州大麥66 Livehouse舉行一場由無限演出文化管理有限公司及愛爆音樂主辦《Time To CYA》巡迴演唱會廣州站，為她們首次到香港以外舉辦音樂會。
7月26日，姚焯菲發佈新派台歌《KMC》，是她首次為自己的派台歌參與作曲工作。
2025年秋，休學8個月以專注演藝事業的姚焯菲終於決定開始大學生活，她選擇赴美國留學，在紐約大學修讀該校獨有的音樂商務（Music Business）課程。

### 事件
2022年6月22日，姚焯菲被造謠與圈外男子交往。事件引起網民熱烈討論，並被香港01、東網、香港經濟日報等香港主流傳媒報導，乃至臺灣、馬來西亞等地傳媒亦有報導。有指姚在事件曝光後情緒不穩。6月25日，無綫電視高層樂易玲於其個人Instagram發文，表示已就涉及姚的事件與姚的家長會面，並已尋求法律意見以積極跟進及處理事件。
6月30日，無綫電視發聲明，表示姚焯菲父親已以監護人身分，就有人於網絡上發布一些聲稱與姚相關的影片，並對其構成誹謗以及作出含有惡意及虛假成分之言論一事，入稟香港高等法院申請展開民事訴訟。
7月4日，入稟狀曝光，原告姚焯菲由其父親姚輝文代表入稟，指自約2022年6月23日起，有人於網上平台錯誤地發布3段影片，對原告構成誹謗，有違原告的公眾形象。原告要求法庭頒令，禁制任何人在網上平台蓄意傳播、發布、重複發布及協助或促使他人傳播散布有關影片，並要求有關人士須作出賠償。

## 比賽經歷

### 《聲夢傳奇》
- 分數取決於25位評判給予的燈數，即滿分為25分。

| 集數           | 播出日期      | 演唱歌曲                                 | 合唱者                                         | 備註                                        |
| -------------- | ------------- | ---------------------------------------- | ---------------------------------------------- | ------------------------------------------- |
| 第一次召集     | 2021年1月3日  | 《到此為止》／連詩雅                     | 詹天文、鍾柔美                                 | 不適用                                      |
| 1              | 2021年4月10日 | 《在月台上等你》／衛蘭                   | 不適用                                         | 以9分晉級                                   |
| 3              | 2021年4月24日 | 《逃生門》／王灝兒                       | 不適用                                         | 以紅隊隊員名義參賽，以18分勝出隊際賽並晉級  |
| 6              | 2021年5月15日 | 《天生二品》／陳凱詠                     | 黃奕斌、潘靜文                                 | 以紅隊隊員名義參賽，以3分於隊際賽落敗       |
| 6              | 2021年5月15日 | 《拼圖》（原創歌曲）                     | 何晉樂、冼靖峰、黃奕斌、潘靜文、詹天文、張馳豪 | 以紅隊隊員名義參賽，以23分勝出隊際賽並晉級  |
| 7              | 2021年5月22日 | 《單車》／陳奕迅                         | 何晉樂、冼靖峰、潘靜文、張馳豪                 | 以紅隊隊員名義參賽，以3分於隊際賽落敗後晉級 |
| 8              | 2021年6月5日  | 《戀愛預告》／林珊珊                     | 不適用                                         | 以紅隊隊員名義參賽，以19分勝出隊際賽後晉級  |
| 11             | 2021年6月26日 | 《矛盾一生》／王灝兒                     | 王灝兒                                         | 以18分晉級                                  |
| 12             | 2021年7月3日  | 《In Love Again 我這樣愛你》／衛蘭／黎明 | 不適用                                         | 以23分晉級                                  |
| 13             | 2021年7月17日 | 《遇見》／孫燕姿                         | 炎明熹                                         | 以14分晉級                                  |
| 14（第一回合） | 2021年7月19日 | 《愛很簡單》／陶喆                       | 不適用                                         | 以16分晉級第二回合（最後兩強）              |
| 14（第二回合） | 2021年7月19日 | 《Chotto 等等》／鄭秀文                  | 不適用                                         | 以3分成為比賽亞軍                           |

## 音樂作品

### 個人專輯
| 專輯 | 專輯名稱               | 專輯類型 | 發行公司            | 發行日期      | 曲目                              |
| ---- | ---------------------- | -------- | ------------------- | ------------- | --------------------------------- |
| 1st  | ONe                    | 單曲     | 星夢娛樂 / 愛爆音樂 | 2023年10月4日 | 曲目 CD 1. 這個姿態               |
| 2nd  | 原來談戀愛是這麼一回事 | 單曲     | 星夢娛樂 / 愛爆音樂 | 2024年4月20日 | 曲目 LP 1. 原來談戀愛是這麼一回事 |
| 3rd  | New Fantasy            | 單曲     | 愛爆音樂            | 2025年4月12日 | 曲目 LP 1. New Fantasy            |

### 單曲
| 推出日期 | 曲目                       | 作曲                                           | 填詞                | 編曲                                           | 監製                               | 備註                                                                      |
| 2021年   |                            |                                                |                     |                                                |                                    |                                                                           |
| 4月5日   | 《造夢時學會飛行》         | 徐洛鏘                                         | 張美賢              | Johnny Yim                                     | 韋景雲／何哲圖                     | 《聲夢傳奇》主題曲 與《聲夢傳奇》第一季全體學員合唱                       |
| 7月11日  | 《奪金》                   | 側田                                           | 王祖藍              | Dough-Boy                                      | 側田／Eric Kwok                    | 無綫電視東京奧運2020主題曲 與《聲夢傳奇》第一季全體導師及學員合唱         |
| 8月9日   | 《夢》                     | 黑須克彥                                       | 余皓文              | 葉肇中                                         |                                    | 動畫《多啦A夢》2021年版粵語片頭曲 與詹天文、鍾柔美、文凱婷合唱            |
| 8月16日  | 《Hands Up》               | John Laudon                                    | 王祖藍／John Laudon | John Laudon                                    |                                    | 無綫電視兒童節目《Hands Up》主題曲 與詹天文、鍾柔美合唱                   |
| 10月29日 | 《原來談戀愛是這麼一回事》 | Cousin Fung                                    | 陳耀森              | Cousin Fung                                    | Cousin Fung／Edward Chan           | 首支個人單曲                                                              |
| 2022年   |                            |                                                |                     |                                                |                                    |                                                                           |
| 1月16日  | 《靈魂伴侶》               | 梁秉仁                                         | 李敏、何晉樂        | Johnny Yim                                     | Johnny Yim                         | 無綫電視劇集《青春本我》插曲                                              |
| 1月23日  | 《#即影即友》              | 彭嘉維                                         | 彭嘉維              | Johnny Yim                                     | Johnny Yim                         | 《青春本我》插曲 與炎明熹、鍾柔美合唱                                     |
| 1月26日  | 《利是係要𢭃》             | Lil J／J-US／BoC                               | J-US                |                                                | JOMY／J-US／Lil J／海洋錄音室／BoC | 中銀香港廣告歌 與微辣Manner成員葉佩男、葉思男、馬檇鏗合唱 參見廣告及代言  |
| 2月1日   | 《一起向未來》             | 常石磊                                         | 王平久              | 柒玖                                           | 趙增熹                             | 與群星合唱 TVB《2022北京冬季奧運會》主題曲                                |
| 2月19日  | 《獅子山下 同心抗疫》      | 顧嘉煇                                         | 盧永強              | 黃安弘                                         | 伍仲衡                             | 與群星合唱 無綫電視因應2019冠狀病毒病香港第五波疫情而製作的抗疫歌曲       |
| 7月4日   | 《#BFF》                   | 林奕匡                                         | 亞木                | 黃兆銘                                         | Cousin Fung／Edward Chan／黃兆銘   |                                                                           |
| 8月12日  | 《陽光空氣》               | Noel Quinlan                                   | 盧國沾              | 劉易昇／Mag Fil                                | 劉易昇                             | 與張馳豪合唱 翻唱1979年威鎮樂隊歌曲 香港中華煤氣有限公司成立160周年廣告歌 |
| 9月18日  | 《青春作風》               | 伍樂城                                         | 張楚翹              | 伍樂城                                         | 伍樂城                             | 與鍾柔美、冼靖峰、張馳豪合唱 2022年禁毒主題曲                             |
| 9月24日  | 《Hat Trick》              | Michael James Dowm/Will Taylor/Primoz Poglajon | 林寶                | Michael James Dowm/Will Taylor/Primoz Poglajon | 周錫漢                             | 與聲夢傳奇1、聲夢傳奇2成員合唱                                            |
| 2023年   |                            |                                                |                     |                                                |                                    |                                                                           |
| 4月15日  | 《小出走》                 | T-Ma／朱琳                                     | 朱琳                | T-Ma                                           | T-Ma                               |                                                                           |
| 4月17日  | 《氣泡青瓜》               | 劉易昇                                         | 楊熙                | 劉易昇／Fredde Lo                              | 劉易昇                             | 無綫電視劇集《川內相親》主題曲 與張馳豪合唱                               |
| 7月18日  | 《這個姿態》               | JNYBeatz／Karris Sauch                         | Delta T             | JNYBeatz                                       | JNYBeatz                           |                                                                           |
| 2024年   |                            |                                                |                     |                                                |                                    |                                                                           |
| 1月12日  | 《初心小島》               | 蘇道哲／Coey Young                             | 甄敏延              | 蘇道哲                                         | 蘇道哲                             |                                                                           |
| 4月8日   | 《Dreamscape》             | TonYnoT／Claudia Koh                           | 朱琳／TonYnoT       | TonYnoT                                        | TonYnoT／馮翰銘                    |                                                                           |
| 7月5日   | 《誰能避開戀愛這事情》     | Larry Wong                                     | 林若寧              | Larry Wong                                     | 舒文                               | 與MC張天賦合唱                                                            |
| 7月8日   | 《這個家》                 | 張家誠                                         | 張美賢／張家誠      | 張家誠                                         | 張家誠                             | 無綫電視劇集《愛·回家之開心速遞》主題曲                                   |
| 7月18日  | 《CYA》                    | 林君蓮／張天穎／TonYnoT／T-Ma                  | 張楚翹／林君蓮      | PurpleNacho                                    | T-Ma                               | 與鍾柔美、詹天文合唱                                                      |
| 8月12日  | 《Will You Be My Lover》   | C君                                            | C君                 | C君、咖啡因公園                                | C君                                | 無綫電視綜藝節目《我們家的料理》主題曲                                    |
| 8月29日  | 《至少他不似你》           | 周錫漢                                         | 陳詠謙              | 黃兆銘                                         | 周錫漢                             |                                                                           |
| 2025年   |                            |                                                |                     |                                                |                                    |                                                                           |
| 3月29日  | 《女神》                   | 藍奕邦                                         | 黃偉文              | 蘇道哲                                         | Jacky Chui                         | 與鍾柔美合唱 翻唱鄭欣宜歌曲                                               |
| 4月3日   | 《New Fantasy》            | SeaTravel／Kiara Galeote Dyer／陳考威          | 甄敏延              | SeaTravel                                      | 陳考威                             |                                                                           |
| 7月26日  | 《KMC》                    | 馮翰銘／姚焯菲／朱琳                           | 林雨辰              | SeaTravel／馮翰銘／UCIX                        | 馮翰銘                             |                                                                           |

### 創作作品
- 張馳豪、潘靜文、冼靖峰、詹天文、姚焯菲、何晉樂、黃奕斌 - 拼圖（詞；與張馳豪、潘靜文、冼靖峰、詹天文、何晉樂、黃奕斌合填）

|  |  |

2025年
- 《KMC》- 曲；姚焯菲、馮翰銘及朱琳 合作

|  |  |

### 派台歌曲成績
| 派台歌曲成績（五台）         | 派台歌曲成績（五台）   | 派台歌曲成績（五台） | 派台歌曲成績（五台） | 派台歌曲成績（五台） | 派台歌曲成績（五台） | 派台歌曲成績（五台） | 派台歌曲成績（五台）                                                       |
| ---------------------------- | ---------------------- | -------------------- | -------------------- | -------------------- | -------------------- | -------------------- | -------------------------------------------------------------------------- |
| 唱片                         | 歌曲                   | 903                  | RTHK                 | 997                  | TVB                  | ViuTV                | 備註                                                                       |
| 2021年                       |                        |                      |                      |                      |                      |                      |                                                                            |
|                              | 奪金                   | -                    | ×                    | ×                    | 1                    | ×                    | 首支冠軍歌 無綫電視東京奧運2020主題曲 與《聲夢傳奇》全體學員及星級導師合唱 |
|                              | 夢                     | ×                    | ×                    | ×                    | -                    | ×                    | 與鍾柔美、詹天文、文凱婷合唱 動畫《多啦A夢》香港版主題曲 翻唱廖碧兒作品    |
| 原來談戀愛是這麼一回事       | 原來談戀愛是這麼一回事 | 2                    | 3                    | 1                    | (1)                  | ×                    | 首支兩台冠軍歌 個人出道作品 加拿大至 HIT 中文歌曲排行榜：2 其他            |
| 2022年                       |                        |                      |                      |                      |                      |                      |                                                                            |
| 《青春本我》電視原聲大碟     | 靈魂伴侶               | -                    | 1                    | 3                    | 1                    | ×                    | 無綫電視劇《青春本我》插曲 加拿大至 HIT 中文歌曲排行榜：8                  |
|                              | #BFF                   | 18                   | 2                    | 4                    | 1                    | ×                    | 加拿大至 HIT 中文歌曲排行榜：4                                             |
|                              | 陽光空氣               | -                    | -                    | -                    | 1                    | ×                    | 與張馳豪合唱 翻唱威鎮樂隊作品 煤氣公司廣告歌                               |
|                              | 青春作風               | -                    | -                    | -                    | -                    | ×                    | 與鍾柔美、冼靖峰、張馳豪合唱                                               |
|                              | Hat Trick              | -                    | -                    | -                    | 1                    | ×                    | 與《聲夢傳奇》及《聲夢傳奇2》全體學員合唱                                  |
| 經典·傳承 無綫電視55周年大碟 | 星夜星塵               | ×                    | ×                    | ×                    | -                    | ×                    | 與陳潔靈合唱 翻唱陳潔靈作品                                                |
| 2023年                       |                        |                      |                      |                      |                      |                      |                                                                            |
|                              | 小出走                 | 2                    | 2                    | 1                    | 1                    | ×                    | 加拿大至 HIT 中文歌曲排行榜：10                                            |
|                              | 氣泡青瓜               | ×                    | ×                    | ×                    | -                    | ×                    | 與張馳豪合唱 無綫外購劇《川內相親》香港版主題曲                            |
| ONe                          | 這個姿態               | 3                    | -                    | 3                    | 1                    | ×                    | 加拿大至 HIT 中文歌曲排行榜：7                                             |
|                              | 拼圖                   | -                    | -                    | -                    | -                    | ×                    | 與《聲夢傳奇》全體學員合唱 加拿大至 HIT 中文歌曲排行榜：11                 |
| 2024年                       |                        |                      |                      |                      |                      |                      |                                                                            |
|                              | 初心小島               | 10                   | 2                    | 3                    | 1                    | ×                    | 加拿大至 HIT 中文歌曲排行榜：6                                             |
|                              | Dreamscape             | 10                   | 2                    | 2                    | 1                    | ×                    | 加拿大至 HIT 中文歌曲排行榜：7                                             |
|                              | 誰能避開戀愛這事情     | 8                    | 2                    | 5                    | (1)                  | 6                    | 與MC張天賦合唱 加拿大至 HIT 中文歌曲排行榜：7 《Billboard》香港歌曲榜：13  |
|                              | Will You Be My Lover   | ×                    | ×                    | ×                    | 1                    | ×                    | 無綫節目《我們家的料理》主題曲                                             |
|                              | CYA                    | -                    | -                    | 4                    | 1                    | ×                    | 與鍾柔美、詹天文合唱                                                       |
|                              | 至少他不似你           | -                    | -                    | 1                    | 1                    | ×                    | 加拿大至 HIT 中文歌曲排行榜：12                                            |
| 2025年                       |                        |                      |                      |                      |                      |                      |                                                                            |
|                              | 這個家                 | ×                    | ×                    | ×                    | 1                    | ×                    | 無綫電視劇《愛·回家之開心速遞》主題曲                                      |
|                              | New Fantasy            | 9                    | 2                    | 1                    | 1                    | ×                    | 加拿大至 HIT 中文歌曲排行榜：6                                             |
|                              | 女神                   | ×                    | -                    | -                    | -                    | ×                    | 與鍾柔美合唱 翻唱鄭欣宜作品                                                |
|                              | KMC                    | -                    | 7*                   | -                    | 15*                  | ×                    |                                                                            |

1. ↑  美國星島流行音樂榜：6、JOOX本地熱播榜：4、廣東廣播電視台音樂之聲粵語歌曲排行榜：1[96]、Neway熱唱榜：1[97]、檸音樂狂熱十大：1[98]、iTunes香港排行榜：2[99]、KKBOX本地新歌週榜：4[100]、CT音樂推介榜52周 : 1[101]、華語金曲榜第500期：1[102]

| 各台冠軍歌總數（五台） | 各台冠軍歌總數（五台） | 各台冠軍歌總數（五台） | 各台冠軍歌總數（五台） | 各台冠軍歌總數（五台） | 各台冠軍歌總數（五台） |
| ---------------------- | ---------------------- | ---------------------- | ---------------------- | ---------------------- | ---------------------- |
| 903                    | RTHK                   | 997                    | TVB                    | ViuTV                  | 備註                   |
| 0                      | 1                      | 4                      | 16                     | 0                      | 五台冠軍歌總數：0      |
| 0                      | 1                      | 4                      | 17                     | 0                      | 冠軍週數               |

- （*）仍在榜上
- （-）未能上榜
- （×）沒有派往該台
- （(1)）兩週冠軍

## 演出作品

### 電視劇（無綫電視）
| 首播   | 名稱                           | 角色             |
| 2021年 | 青春本我                       | 陳 婷（Chantel） |
| 2025年 | 愛·回家之開心速遞 (2519集開始) | 高一彤（彤彤）   |

### 綜藝節目（無綫電視）
| 首播   | 節目名                        | 備註 |
| 2021年 | 聲夢傳奇 第一次召集           | 演唱《到此為止》（與鍾柔美及詹天文） |
| 2021年 | 聲夢傳奇 繼續召集             | 《》之特備節目 |
| 2021年 | 聲夢傳奇                      | 參賽者（紅隊隊員），亦是最後兩強參賽者之一 |
| 2021年 | Staries聲夢定時動態           | J2 聲夢傳奇節目花絮 |
| 2021年 | 聲·夢飛行 First Live On Stage | 首次參與演唱會 |
| 2022年 | 聲夢傳奇2                     | 第一集：Q&A環節分享比賽點滴 第三集：為參賽者點評 第七集：獲導師邀請指導參賽者演唱 第十五集：擔任頒獎嘉賓                                      |
| 2024年 | 萬千星輝頒獎典禮2023          | 以After Class成員身份與炎明熹、鍾柔美、詹天文演唱梅艷芳原唱《抱緊眼前人》，下列辭世的電視工作者及演藝界人士                                   |
| 2024年 | 慈善星輝仁濟夜                | 參與《我們與光的距離》環節，與黎諾懿介紹專為劏房戶而設的過渡性房屋項目仁濟軒                                                                  |
| 2024年 | J Music                       | 演唱《小出走》、《這個姿態》、《初心小島》及《無以名狀的痛》，與冼靖峰合唱《隔離》，與潘靜文及劉芷君合唱《浪漫候群症》                        |
| 2025年 | 慈善星輝仁濟夜                | 與張馳豪合唱《陽光空氣》，為確診患上血癌兒童打氣                                                                                              |
| 2025年 | 萬千星輝頒獎典禮2024          | 憑無綫電視劇集《愛·回家之開心速遞》主題曲《這個家》獲得「最受歡迎電視歌曲」                                                                   |
| 2025年 | 聲生不息·大灣區季             | 無綫電視與湖南衛視芒果TV合作主辦 於第9期中與香港歌手容祖兒、衛蘭及薛凱琪合唱鄭欣宜原唱的《女神》 於第12期中與其他歌手合唱葉蒨文原唱的《祝福》 |
| 2025年 | 博愛歡樂傳萬家 2025           | 演唱《給十年後的我》 |
| 2025年 | J Music                       | 3月9日：演唱《奇洛李維斯回信》 3月16日：合唱《好心好報》及《好好戀愛》                                                                        |
| 2025年 | 中年好聲音3 聲夢學員助力賽    | 為中年好聲音3第30集參賽者助陣，與張與辰合唱古巨基、梁詠琪原唱的《許願》，獲得95分，為該集最高分數                                             |
| 2025年 | 中年好聲音3登峰之戰           | 參與賽前的紅地毯環節 |
| 2025年 | J Music                       | 接受訪問及介紹新歌《New Fantasy》 |
| 2025年 | J Music                       | 與冼靖峰合唱馮允謙原唱的《All That I Want》 演唱《初心小島》 結尾與一眾歌手合唱BOY'Z原唱的《La La 世界》                                      |
| 2025年 | 明愛暖萬心                    | 開場與詹天文合唱《Amazing Grace》及《Over the Rainbow》 結尾與陳美齡合唱《愛在陽光空氣中》並與陳美齡及黃博合唱《Circle Game》                 |

## 演唱會／音樂會

### 非個人音樂會
| 日期               | 演唱會名稱                                                                  | 場數 | 場地                               | 主辦單位                                     | 備註 |
| 2021年6月30日      | 百年風華——香港各界青年慶祝中國共產黨成立100周年暨香港回歸祖國24周年文藝晚會 | 1    | 紅磡香港體育館                     | 香港各界青少年活動委員會、香港各界慶典委員會 | 與蘇永康、炎明熹、鍾柔美、詹天文、冼靖峰、黃奕斌等參與 |
| 2021年8月12至15日  | 聲·夢飛行 First Live On Stage                                               | 4    | 旺角麥花臣場館                     | 無綫電視、星夢娛樂                           | 《聲夢傳奇》第一季畢業演唱會 |
| 2021年9月4日       | 兒歌金曲SUMMERFEST                                                          | 1    | 電視廣播城                         | 無綫電視                                     | 跳唱《夢》、《Hands Up》 |
| 2021年11月23日     | Fubon GO x 聲夢傳奇《唱出初心》                                             | 1    | 美麗華廣場宴會廳                   | 富邦銀行（香港）                             | 演唱《戀愛預告》、《原來談戀愛是這麼一回事》 |
| 2021年11月28日     | 星光熠熠耀保良                                                              | 1    | 紅磡香港體育館                     | 香港保良局、電視廣播有限公司                 | 與炎明熹、鍾柔美和詹天文以組合After Class名義登場，首度現場演唱新歌《要為今日回憶》 |
| 2021年12月27日     | 仁濟 x 聲夢 Live with Youth                                                 | 1    | 荃灣大會堂演奏廳                   | 仁濟醫院                                     | 與林智樂、蔡愷穎、孫漢霖等人作表演嘉賓 |
| 2022年1月1日       | 聲夢維港Party Together演唱會2022                                            | 1    | 中環海濱活動空間                   | NEW TV                                       | 與一眾星夢娛樂歌手參與 |
| 2022年1月8日       | 博愛青年音樂會                                                              | 1    | 伊利沙伯體育館                     | 博愛醫院                                     | 與吳若希、王灝兒(JW)、吳業坤、鍾柔美、文凱婷、林君蓮、潘靜文、林浩文、李紹堅、劉展霆及「博愛好聲音」歌唱比賽得獎者 |
| 2022年1月24日      | 獅子山下好音樂                                                              | 1    | 香港電台總台天台                   | RTHK31                                       | 演唱《原來談戀愛是這麼一回事》 |
| 2022年3月22日      | Concert Watch From Home                                                     | 1    | 全球網上直播                       | 愛爆音樂                                     | 與JW王灝兒、鍾柔美、詹天文參與 |
| 2022年7月1日       | 慶祝香港回歸祖國二十五周年文藝晚會                                          | 1    | 紅磡香港體育館                     | 康樂及文化事務署、無綫電視                   | 與JW王灝兒、泳兒、李幸倪、鍾柔美、詹天文等參與 |
| 2022年8月20日      | Let's Chill                                                                 | 1    | 網上音樂會                         | 中銀信用卡                                   | 與JW王灝兒、炎明熹、張馳豪等參與 |
| 2022年9月8日       | 「出發2022」唱響時代金曲青年文藝音樂會                                      | 1    | 九龍灣國際展貿中心                 | 香港電台                                     | 與東區青少年兒童合唱團演繹英文歌曲《A Whole New World》 |
| 2022年9月9日       | 叱咤樂壇 Brand New Live 生力軍音樂會                                        | 1    | 亞洲國際博覽館                     | Katch、叱咤903                               | 演唱《月球下的人》及《原來談戀愛是這麼一回事》，與MC張天賦合唱《Honest》及《How Many Times》 |
| 2022年10月1日      | 香港同胞慶祝中華人民共和國成立七十三周年文藝晚會                            | 1    | 紅磡香港體育館                     | 香港特別行政區政府                           | 與一眾《聲夢傳奇》第一季畢業生參與（黃奕斌、林君蓮除外） |
| 2022年10月22日     | 星光熠熠耀保良                                                              | 1    | 紅磡香港體育館                     | 香港保良局                                   | 演唱《#BFF》及與陳潔靈合唱《星夜星塵》 |
| 2022年11月26至27日 | 中銀香港「理財TrendyToo」呈獻：Chantel × Aska #LOMLive Concert              | 2    | 麥花臣場館                         | TVB Music Group                              | 與張馳豪參與 |
| 2022年12月3日      | 博愛青年音樂會2022                                                          | 1    | 伊利沙伯體育館                     | 博愛醫院                                     | 與王灝兒（JW）、吳若希、胡鴻鈞、謝東閔及炎明熹、鍾柔美、詹天文、文凱婷、潘靜文、彭家賢等參與 |
| 2023年12月21日     | 聲夢飛行WHAT WE BECOME LIVE 2023                                            | 1    | 九龍灣九龍灣國際展貿中心 Star Hall | 無綫電視、愛爆音樂                           | 《聲夢傳奇》第一季學員再次合體舉行演唱會 |
| 2024年7月19至20日  | 音樂出沒：Let's Play Together 演唱會                                        | 2    | 旺角麥花臣場館                     | 星傳文化娛樂、創科媒體、愛爆音樂             | 與詹天文及鍾柔美參演 |
| 2024年7月27日      | 星星相識．齊盡興HAVING FUN TOGETHER 演唱會                                  | 1    | 澳門倫敦人綜藝館                   | 天星娛樂                                     | 與詹天文及鍾柔美合唱《CYA》，與詹天文、鍾柔美、冼靖峰及黃奕斌合唱《拼圖》，並獨唱《Dreamscape》 |
| 2024年12月28日     | 澳門戶外表演區預熱音樂會                                                    | 1    | 澳門戶外表演區                     | 澳門特別行政區政府文化局                     | 與鍾柔美及張馳豪合唱《勾手指尾》 |
| 2025年6月8日       | 成長告訴我們的二三事音樂會                                                  | 1    | 海洋公園 • 怡慶坊                  | 新城知訊台                                   | 與張蔓姿、張蔓莎及胡子彤合作參演 |
| 2025年6月30日      | 慶祝香港回歸祖國二十八周年“星耀紫荊慶回歸”文藝晚會                          | 1    | 紅磡香港體育館                     | 香港特別行政區政府                           | 與詹天文、張馳豪、及林智樂合唱《翅膀》及《這個家》 |
| 2025年7月12日      | 《Time To CYA》巡迴演唱會廣州站                                             | 1    | 廣州大麥66 Livehouse               | 無限演出文化管理有限公司及愛爆音樂           | 開場與詹天文及鍾柔美合唱《跳舞街、今期流行、失憶週末、Chotto等等》串燒歌。 與詹天文合唱《遇見》之後獨唱《原來談戀愛是這麽一回事》、《初心小島》、《愛你但說不出口、《L'AMOUR DE MA VIE》、《Dreamscape》及《New fantasy》。 再與鍾柔美合唱《女神 》，最後與詹天文及鍾柔美合唱《就算世界無童話》及《CYA》完成音樂會。 |
| 2025年8月2日       | 詩韻中華音樂會                                                              | 1    | 香港文化中心音樂廳                 | 中國文學藝術界聯合會香港會員總會             | 演唱《但願人長久》 |
| 2025年8月9日       | 星光熠熠耀保良                                                              | 1    | 香港會議展覽中心 Hall 5BC          | 香港保良局                                   | 與詹天文及鍾柔美合唱《女神》 |
| 2025年8月16日      | TrendyToo SPLASH! 水上音樂會                                                | 1    | 水上樂園                           | 中銀香港「理財TrendyToo」 x 《Music Panda》  | 演唱《Chotto等等》、《NewFantasy》及《天生二品》 與CY陳宗澤合唱《紀念日》 與海兒合唱《愛情當入樽》及《失憶週末》 最後與海兒、VIVA及CY大合唱《跳舞街》 |
| 2025年8月17日      | 茂名荔枝音樂節2025                                                          | 1    | 茂名柏橋荔博園                     | 茂名市農業文化旅遊集團有限公司(交通銀行贊助) | 演唱《戀愛預告》及《原來談戀愛是這麽一回事》 與詹天文及鍾柔美合唱串燒歌《跳舞街、今期流行、失憶週末、Chotto等等》、《女神》及《CYA》 |

## 舞台劇
- 音樂劇《三·八》（2025）3名女主角之一，飾演一名18歲少女"Bae"

## 廣播劇
- 新城電台《成長告訴我們的二三事》[73]（2025年5月19日至23日）

## 出席活動
| 公開活動 | 公開活動 | 公開活動                                                           | 公開活動                                | 公開活動 |
| 年份     | 日期!    | 活動名稱                                                           | 地點                                    | 內容 |
| -------- | -------- | ------------------------------------------------------------------ | --------------------------------------- | --- |
| 2021年   | 11月14日 | 《聲夢傳奇2》初選                                                  | 將軍澳中心                              | 為《聲夢傳奇2》宣傳 演唱《原來談戀愛是這麼一回事》 |
| 2022年   | 10月8日  | 追星狂熱 如心音樂祭                                                | 如心廣場                                | 演唱《原來談戀愛是這麼一回事》、《#BFF》 |
| 2022年   | 11月12日 | 杏花新城35周年派對                                                 | 杏花新城                                | 演唱《戀愛預告》、《原來談戀愛是這麼一回事》 |
| 2022年   | 12月23日 | 香港國際網球挑戰賽2022                                             | 維多利亞公園                            | 演唱《靈魂伴侶》、《The Christmas Song》 |
| 2022年   | 12月31日 | apm x Chantel 姚焯菲除夕倒數派對                                   | 觀塘APM商場                             | 演唱《#BFF》、《原來談戀愛是這麼一回事》、《猜猜我是誰》                                                                                                 |
| 2023年   | 1月1日   | 大本型 《十全十美型十載》元旦舞台活動                              | 油塘大本型商場                          | 演唱《#BFF》、《原來談戀愛是這麼一回事》 |
| 2023年   | 1月8日   | 置富Malls x 黃阿瑪喵運駕到開幕禮                                   | 置富Malls                               | 演唱《猜猜我是誰》、《#BFF》 |
| 2023年   | 4月15日  | 新城市廣場 x 姚焯菲《小出走》新歌發佈會                            | 新城市廣場 一樓羅馬圓形獻技場           | 演唱《#BFF》、《原來談戀愛是這麼一回事》、《小出走》 |
| 2023年   | 7月7日   | 《感受澳門樂無限路展》開幕典禮                                     | 奧海城二期中庭                          | 演唱《小出走》 |
| 2023年   | 7月22日  | 《Windsor × Kinder 夏日森林奇趣歷險》                              | 皇室堡地下中庭                          | 演唱《小出走》、《這個姿態》 |
| 2023年   | 9月29日  | 《After 8 Music Night Carnival》MCP x Chantel 姚焯菲 《ONe》簽書會 | 新都城中心二期MCP CENTRAL L1 天幕廣場   | 演唱《這個姿態》、《#BFF》 |
| 2023年   | 10月7日  | 仁愛堂籌款月暨慈善獎券銷售 2023啟動禮                              | 九龍灣國際展貿中心E-Max中庭             | 演唱《小出走》 |
| 2023年   | 12月11日 | S.T. Dupont 金鐘太古廣場Harvey Nichols 概念店開幕                  | 金鐘太古廣場Harvey Nichols              | 介紹品牌旗下最新高級時款手袋 |
| 2023年   | 12月24日 | 第21屆香港冬日美食節                                               | 香港會議展覽中心 3號館                  | 演唱《小出走》、《#BFF》 |
| 2024年   | 1月14日  | 第六屆「中移動香港行山節」                                         | 香港太平山頂                            | 聯同聲夢林智樂及潘靜文為大會進行鳴槍儀式及開步禮 |
| 2024年   | 4月20日  | 美麗華廣場《Dreamscape》新歌宣傳展覽開幕禮                         | Mira Place 1 中庭                       | 演唱《Dreamscape》、《初心小島》 與粉絲接龍唱《#BFF》、《原來談戀愛是這麼一回事》                                                                        |
| 2024年   | 4月22日  | 蔬菜花店開幕禮暨「好賞寵媽咪」母親節活動啟動禮                     | 啟田市場                                | 介紹蔬菜花產品及「好賞寵媽咪」母親節活動 |
| 2024年   | 4月27日  | All About Music新歌巡禮                                            | 新城市廣場 1期1樓羅馬圓型獻技場         | 聯同AAM歌手張馳豪 、林智樂、潘靜文及孫漢霖介紹新歌。 演唱《Dreamscape》、《初心小島》                                                                    |
| 2024年   | 7月7日   | 《音樂出沒 Let's Play Together》演唱會簽唱會                       | 新都城中心三期MCP Discovery L1 天幕廣場 | 聯同AAM歌手鍾柔美及詹天文介紹由三人參與的《音樂出沒 Let's Play Together》演唱會。 演唱《Dreamscape》                                                     |
| 2024年   | 7月26日  | APM一齊撐巴黎盛事預熱派對                                          | APM中庭                                 | 聯同港隊劍擊運動員佘繕妡為出戰奧運香港運動員打氣及演唱 演唱《這個姿態》、《初心小島》及《Dreamscape》                                                    |
| 2024年   | 12月15日 | 我們的大熱唱2024                                                   | 黃竹坑THE SOUTHSIDE商場                 | 為《新城勁爆頒獎禮2024》進行拉票活動。 演唱《至少他不似你》                                                                                              |
| 2024年   | 12月25日 | Jingle Dreams : 聖誕玩樂舞台秀                                     | YOHO MIX 地下 戶外廣場 Mix Hall         | 聯同歌手魏浚笙及女團Lolly Talk演唱，慶祝聖誕節。 演唱《Dreamscape》、《這個家》及《The Christmas Song》                                                  |
| 2024年   | 12月29日 | 《New Year's Rhythm》 Music Show                                   | 將軍澳 東港城一樓中庭                   | 聯同歌手詹天文、張馳豪及古淖文演唱及玩遊戲，以滿滿嘅正能量迎接2025。 演唱《Dreamscape》、《Read Your Mind》及《這個家》                                  |
| 2025年   | 1月21日  | BoC Pay+ 超級新「升」見面會                                        | 銅鑼灣Fashion Walk商場中庭              | 介紹升級版銀行支付App |
| 2025年   | 1月31日  | 金鱗昇輝歡樂春節 2025農曆新年花車匯演                              | 澳門西灣湖廣場                          | 與張振朗、丁子朗、莊子璇、葉蒨文及吳偉豪合唱《紅噹噹飛吻》                                                                                               |
| 2025年   | 2月6日   | 新城廣播乙巳年新春團拜                                             | 紅磡黃埔船景街9號黃埔花園二期「時尚坊」 | 與其他歌手向大眾拜年 |
| 2025年   | 2月9日   | TVB賽馬日                                                          | 沙田馬場                                | 擔任開場表演嘉賓，演唱《這個家》，並與鍾柔美及林智樂合唱《紀念日》                                                                                       |
| 2025年   | 3月5日   | 電笠 人人和音 / School Tour S2 自我推動術 第一站：培僑書院         | 培僑書院                                | 分享讀書及考試心德 演唱《這個姿態》及《Cutest Pair》 |
| 2025年   | 3月13日  | Trendy Too理財新手綫財智講座暨玩創市集嘉年華                       | 中環街市                                | 擔任開幕嘉賓、進行銀行產品品牌大使委任儀式、分享理財心德及參與理財防騙講座                                                                               |
| 2025年   | 3月15日  | 大灣區咖啡青年節                                                   | 將軍澳海濱公園                          | 演唱《這個姿態》及《Dreamscape》 |
| 2025年   | 4月11日  | 無綫電視暨職藝員愛心基金「善款移交暨委任愛心大使」活動             | 無綫電視電視城                          | 進行「無綫電視暨職藝員愛心基金愛心大使」委任儀式 |
| 2025年   | 4月12日  | 香港唱片店日2025                                                   | 旺角唱片店                              | 支持香港唱片店日2025活動 |
| 2025年   | 4月13日  | 大熊貓寶寶樂聚時光之「菲」常體驗活動                               | 海洋公園熊貓館                          | 以銀行產品品牌大使身份，連同一班客戶率先參加此活動，推動大熊貓保育發展工作                                                                               |
| 2025年   | 4月13日  | YAMAHA鋼琴 · 星聲樂聚                                              | 沙田新城市廣場 1期1樓羅馬圓型獻技場     | 擔任表演嘉賓，演奏鋼琴及演唱《初心小島》，並與鍾柔美合唱《女神》                                                                                         |
| 2025年   | 4月29日  | 音樂劇《三·八》記者會                                              | 葵興爆炸戲棚劇場                        | 出席記者會介紹參與的音樂劇 |
| 2025年   | 5月4日   | 《建造業安全獎勵計劃2024/2025嘉年華會》                            | 旺角麥花臣遊樂場                        | 擔任表演嘉賓，演唱《New Fantasy》，並與鍾柔美合唱《女神》                                                                                                |
| 2025年   | 5月8日   | 新城廣播劇《成長告訴我們的二三事》記者招待會                       | 新城廣播(黃埔花園六期地庫二層)          | 聯同其他參與藝人張蔓莎、張蔓姿與胡子彤介紹此廣播劇 |
| 2025年   | 6月7日   | 第118屆香港結婚節暨夏日婚紗、美容化妝及秀身展2025                  | 香港會議展覽中心 1 號館                 | 擔任表演嘉賓，演唱《#BFF》、《戀愛預告》、《Dreamscape》                                                                                                 |
| 2025年   | 6月25日  | 《Time To CYA》見面會                                              | 廣州1906科技園揚韜廣場                  | 為《Time To CYA》巡迴音樂會 - 廣州站宣傳，演唱《Dreamscape》，並與詹天文及鍾柔美合唱《CYA》                                                              |
| 2025年   | 7月6日   | OAKLEY香港網球明日之星計劃–潛能挑戰日2025                          | 九龍仔網球中心                          | 與香港退役殘奧短跑運動員「神奇小子」蘇樺偉、香港網球代表胡可澄及本地網球好手石卓盈擔任啟動禮嘉賓，親身落場與小朋友互動，鼓勵他們勇敢追夢，享受網球樂趣。 |
| 2025年   | 7月6日   | 《星光熠熠耀保良2025》記者會                                       | 無綫電視電視城                          | 為《星光熠熠耀保良2025》宣傳 |
| 2025年   | 7月25日  | 第26屆香港動漫電玩節                                               | 香港會議展覽中心 1 號及3號館            | 演唱《New Fantasy》 |
| 2025年   | 8月9日   | Mira Place Gimme LiVe 音樂節 13周年 – Voice Arise                  | Mira Place 1 中庭                       | 演唱《原來談戀愛是這麼一回事》、《Dreamscape》、《New Fantasy》及《KMC》                                                                                 |
| 2025年   | 8月10日  | 樂動新城 慈善運音會                                                | 啟德青年運動場                          | 與潘靜文、張馳豪及林智樂參與200米接力障礙賽，取得季軍成績。                                                                                              |

## 獎項及提名
| 年份   | 頒獎單位                            | 獎項                       | 作品                                     | 結果                           |
| 2021年 | YouTube 2021年度十大熱門音樂影片    | 第六位                     | 《戀愛預告》                             | 獲獎                           |
| 2021年 | 新城勁爆頒獎禮2021                  | 勁爆新人                   | 不適用                                   | 獲獎                           |
| 2021年 | 2021年度叱咤樂壇流行榜頒獎典禮      | 叱咤樂壇生力軍女歌手       | 不適用                                   | 銅獎                           |
| 2021年 | 萬千星輝頒獎典禮2021                | 最受歡迎電視歌曲           | 《造夢時學會飛行》                       | 與《聲夢傳奇》學員獲獎         |
| 2021年 | 萬千星輝頒獎典禮2021                | 最受歡迎電視歌曲           | 《Hands Up》                             | 與鍾柔美、詹天文入圍最後十強   |
| 2021年 | 萬千星輝頒獎典禮2021                | 最受歡迎電視歌曲           | 《奪金》                                 | 與《聲夢傳奇》導師及學員獲提名 |
| 2021年 | 萬千星輝頒獎典禮2021                | 最受歡迎電視歌曲           | 《夢》                                   | 與鍾柔美、詹天文及文凱婷獲提名 |
| 2021年 | 《GG POP MUSIC》 2021年度卓越之選   | 最佳新人(女歌手)           | 不適用                                   | 銅獎                           |
| 2022年 | 新音樂榜2022原創嘉年華              | 年度我最喜愛新人獎         | 不適用                                   | 獲獎                           |
| 2022年 | 香港金曲頒獎典禮 2021/2022          | 香港金曲金曲奬             | 《原來談戀愛是這麼一回事》               | 獲獎                           |
| 2022年 | 香港金曲頒獎典禮 2021/2022          | 香港金曲女新人獎           | 不適用                                   | 銀獎                           |
| 2022年 | 第七屆VIP音樂榜頒獎禮               | VIP網絡熱選歌曲（金獎）    | 《原來談戀愛是這麼一回事》               | 獲獎                           |
| 2022年 | 萬千星輝頒獎典禮2022                | 最受歡迎電視歌曲           | 《靈魂伴侶》                             | 提名                           |
| 2022年 | 萬千星輝頒獎典禮2022                | 最受歡迎電視歌曲           | 《Hands Up》                             | 最後十強                       |
| 2022年 | 萬千星輝頒獎典禮2022                | 最受歡迎電視歌曲           | 《#即影即友》                            | 提名                           |
| 2022年 | 萬千星輝頒獎典禮2022                | 最受歡迎電視女角色         | 《青春本我》陳婷                         | 提名                           |
| 2022年 | 萬千星輝頒獎典禮2022                | 最佳女配角                 | 提名                                     |                                |
| 2022年 | AEG 娛樂人氣王2022                  | 最佳合唱歌                 | 《陽光空氣》                             | 獲獎                           |
| 2022年 | AEG 娛樂人氣王2022                  | 人氣歌手                   | 不適用                                   | 獲獎                           |
| 2022年 | 最強人氣品牌大獎2022                | 最強人氣廣告歌曲演繹歌星獎 | 不適用                                   | 獲獎                           |
| 2022年 | Yahoo! 搜尋人氣大獎2022             | 人氣票                     | 不適用                                   | 最後三強                       |
| 2022年 | Yahoo! 搜尋人氣大獎2022             | 樂壇新勢力（女歌手）       | 不適用                                   | 獲獎                           |
| 2022年 | 新城勁爆頒獎典禮2022                | 勁爆新媒體歌曲             | 《#BFF》                                 | 獲獎                           |
| 2023年 | 第十四屆華語金曲獎                  | 粵語十大歌曲               | 《原來談戀愛是這麼一回事》               | 獲獎                           |
| 2023年 | 第八屆VIP音樂榜頒獎禮               | VIP熱播歌曲                | 《這個姿態》                             | 獲獎                           |
| 2023年 | 新城勁爆頒獎典禮2023                | 勁爆新媒體歌曲             | 《這個姿態》                             | 獲獎                           |
| 2023年 | 新城勁爆頒獎典禮2023                | 勁爆躍進歌手               | 不適用                                   | 獲獎                           |
| 2023年 | CT音樂推介榜 2023年度               | 十大歌曲                   | 《這個姿態》                             | 第九名                         |
| 2024年 | 萬千星輝頒獎典禮2023                | 最具潛質新人               | 不適用                                   | 提名                           |
| 2024年 | 萬千星輝頒獎典禮2023                | 最受歡迎電視歌曲           | 《Hands Up》                             | 與鍾柔美、詹天文獲提名         |
| 2024年 | 第22屆CASH金帆音樂獎                | 最佳合唱演繹               | 《誰能避開戀愛這事情》（與張天賦獲提名） | 最後五強                       |
| 2024年 | 新城勁爆頒獎禮2024                  | 勁爆躍進女歌手             | 不適用                                   | 金獎                           |
| 2024年 | 第九屆VIP音樂榜頒獎禮               | VIP熱播歌曲                | 《Dreamscape》                           | 獲獎                           |
| 2025年 | 萬千星輝頒獎典禮2024                | 最受歡迎電視歌曲           | 《愛·回家之開心速遞》主題曲《這個家》    | 獲獎                           |
| 2025年 | M音樂雜誌華語歌曲流行榜年度音樂大賞 | 年度歌曲十強               | 《Dreamscape》                           | 獲獎                           |
| 2025年 | 《GG POP MUSIC》 2024年度卓越之選   | 年度躍進歌手               | 不適用                                   | 銅獎                           |

## 外部連結
- 姚焯菲的Instagram帳戶
- YouTube上的姚焯菲頻道
- 姚焯菲的新浪微博